# Гольдберг, Исаак Григорьевич
Исаа́к Григо́рьевич Го́льдберг (27 октября 1884, Иркутск — 22 июня 1938, Иркутск) — русский советский писатель, критик, литератор и политический деятель. Гласный Иркутской городской думы.

## Биография
Родился в Иркутске в семье кузнеца. Окончил Иркутское городское училище, но не проходил экзамен на аттестат зрелости из-за ареста.
Был народником, членом партии эсеров (1904—1918). Участник Революции 1905 года. Подвергался преследованию со стороны властей.
В 1907—1912 годах был в ссылке сначала в Братском остроге, потом на Нижней Тунгуске.
До революции сотрудничал со многими периодическими изданиями — «Голос Сибири», «Забайкальская новь», «Земля», «Сибирская жизнь», «Сибирь», «Чита» и другими. В 1918 г. редактировал томскую газету «Голос народа»
В 1912 году становится одним из руководителей газеты «Сибирь».
С 25 апреля 1917 года по 20 февраля 1920 года был гласным Иркутской городской думы.
После гражданской войны входил в редколлегию журналов «Будущая Сибирь» и «Новая Сибирь», сотрудничал с журналом «Сибирские огни», сыграл значительную роль в формировании писательской организации в Иркутской области.
В начале 1930-х годов Исаак Григорьевич своими статьями в печати привлёк внимание к состоянию кладбища Знаменского монастыря (после того, как на территории монастыря были размещены службы созданного иркутского гидропорта, состояние монастырского комплекса стало быстро приходить в упадок).
Репрессирован в 1937 году. Расстрелян 22 июня 1938 года. Реабилитирован в 1957 году.

### Адрес в Иркутске
- Улица Марата, дом 34.

## Творчество

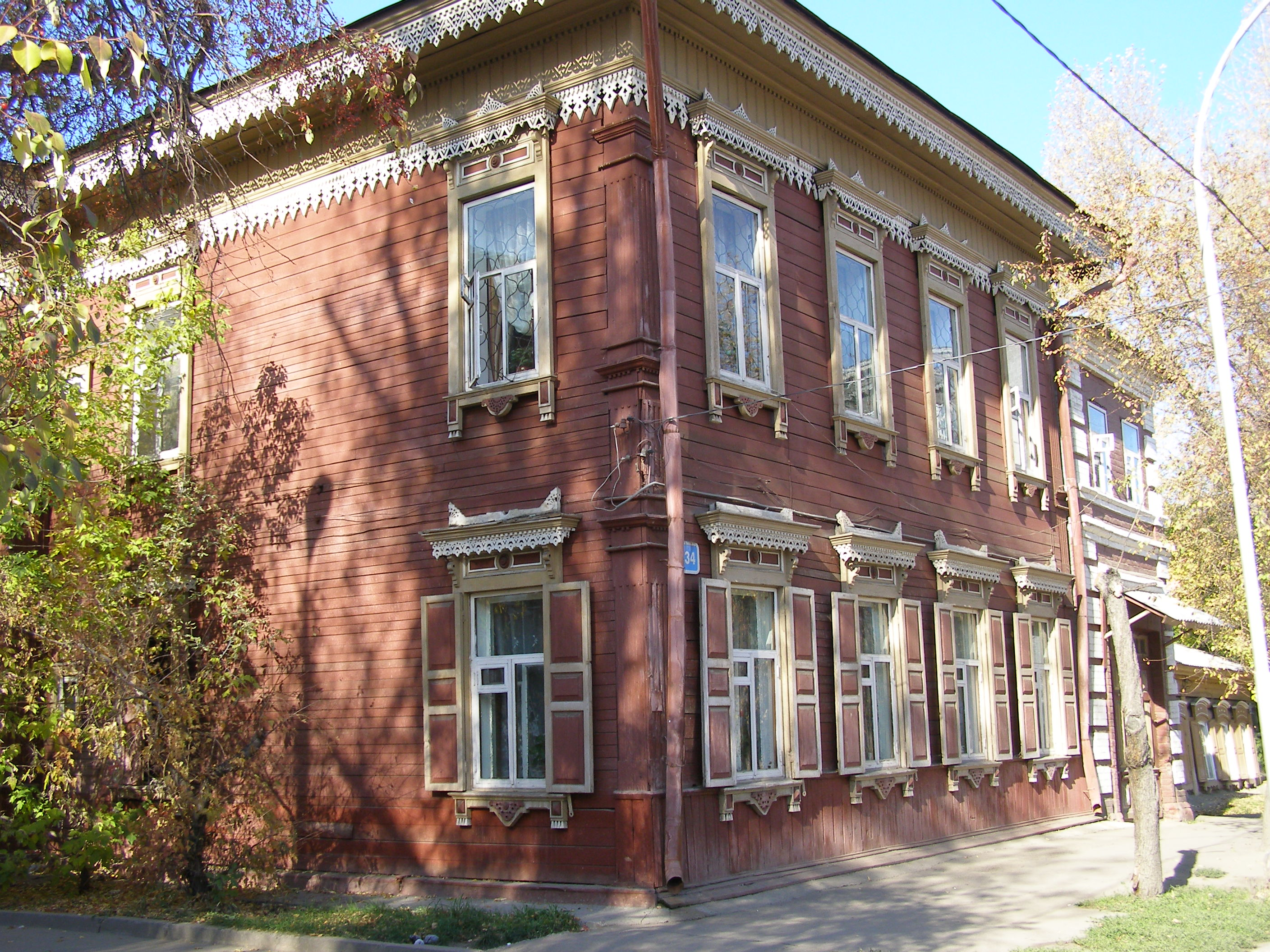
Дом в Иркутске, где жил Гольдберг.

Первый рассказ «Артист» появился на страницах иркутской газеты «Сибирь» в 1903 году.
Был участником «Первого литературного сборника сибиряков», изданного в Томске в 1906 году.
Первая книга «Тунгусские рассказы» вышла в Москве в 1914 году.
Автор рассказов, повестей «Его путь» (1919), «Сладкая полынь» (1927), «Главный штрек» (1932), романов «Поэма о фарфоровой чашке» (1930), «День разгорается» (1935). Написал ряд статей по вопросам литературной теории и практики.
Александр Фадеев отмечал, что первые свои произведения написал под влиянием творчества Исаака Гольдберга.

## Награды
- Лауреат первой премии на конкурсе журнала «Красная нива» (1924) — за рассказ «Бабья печаль».